# Arbeitshund

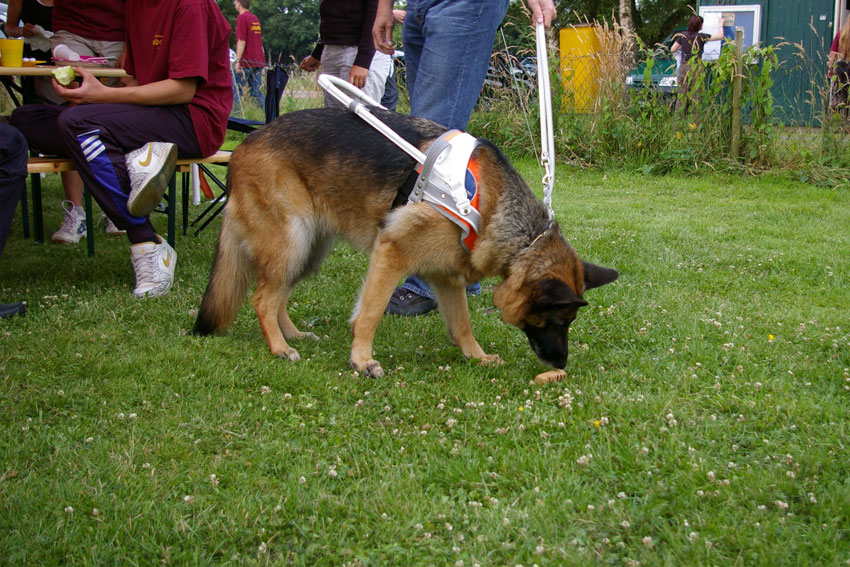
Deutscher Schäferhund als Blindenführhund

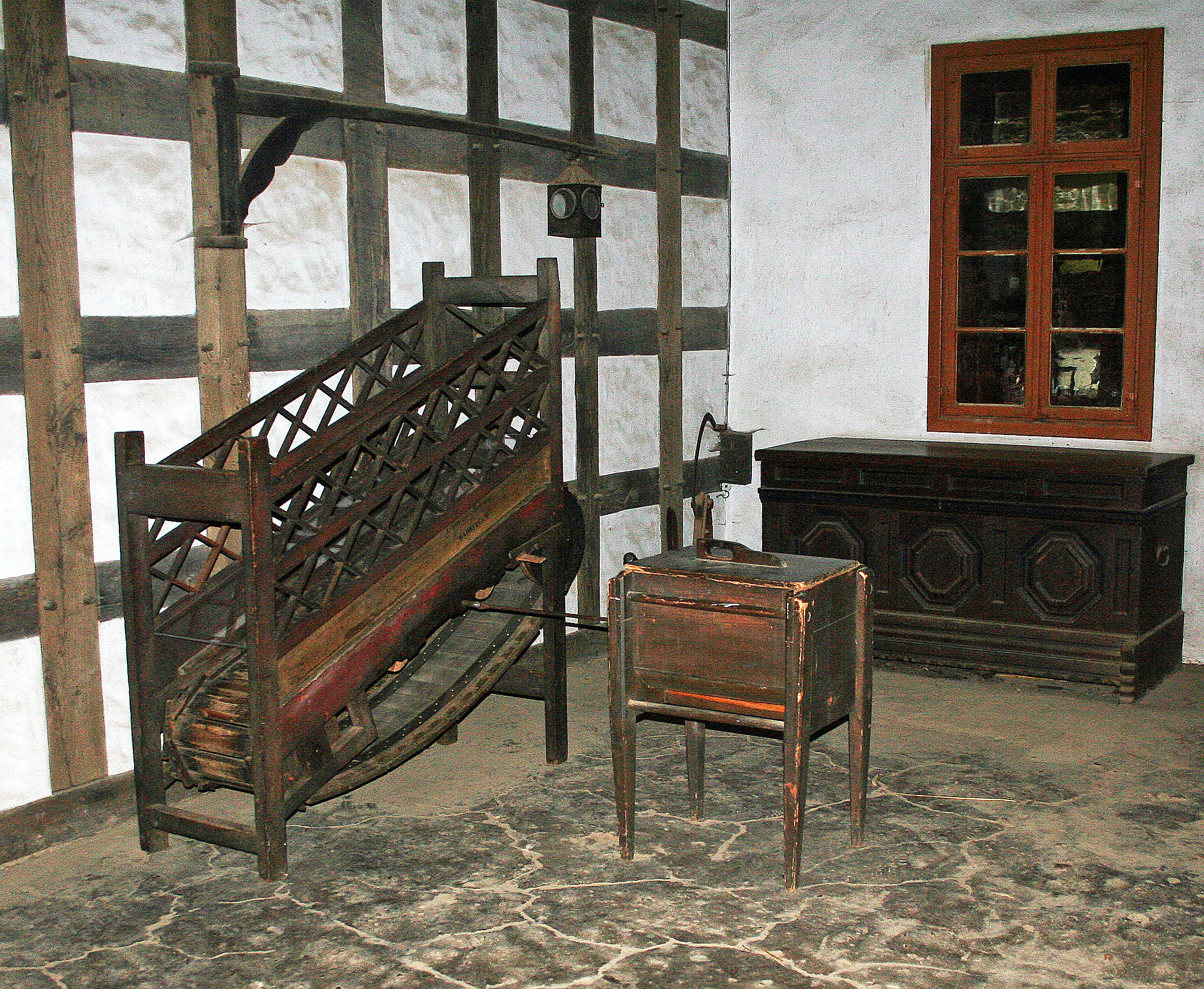
Ein Hund lief in dem Hundegöpel und trieb die Holzrollenkette an, die mit dem Butterfass verbunden ist.

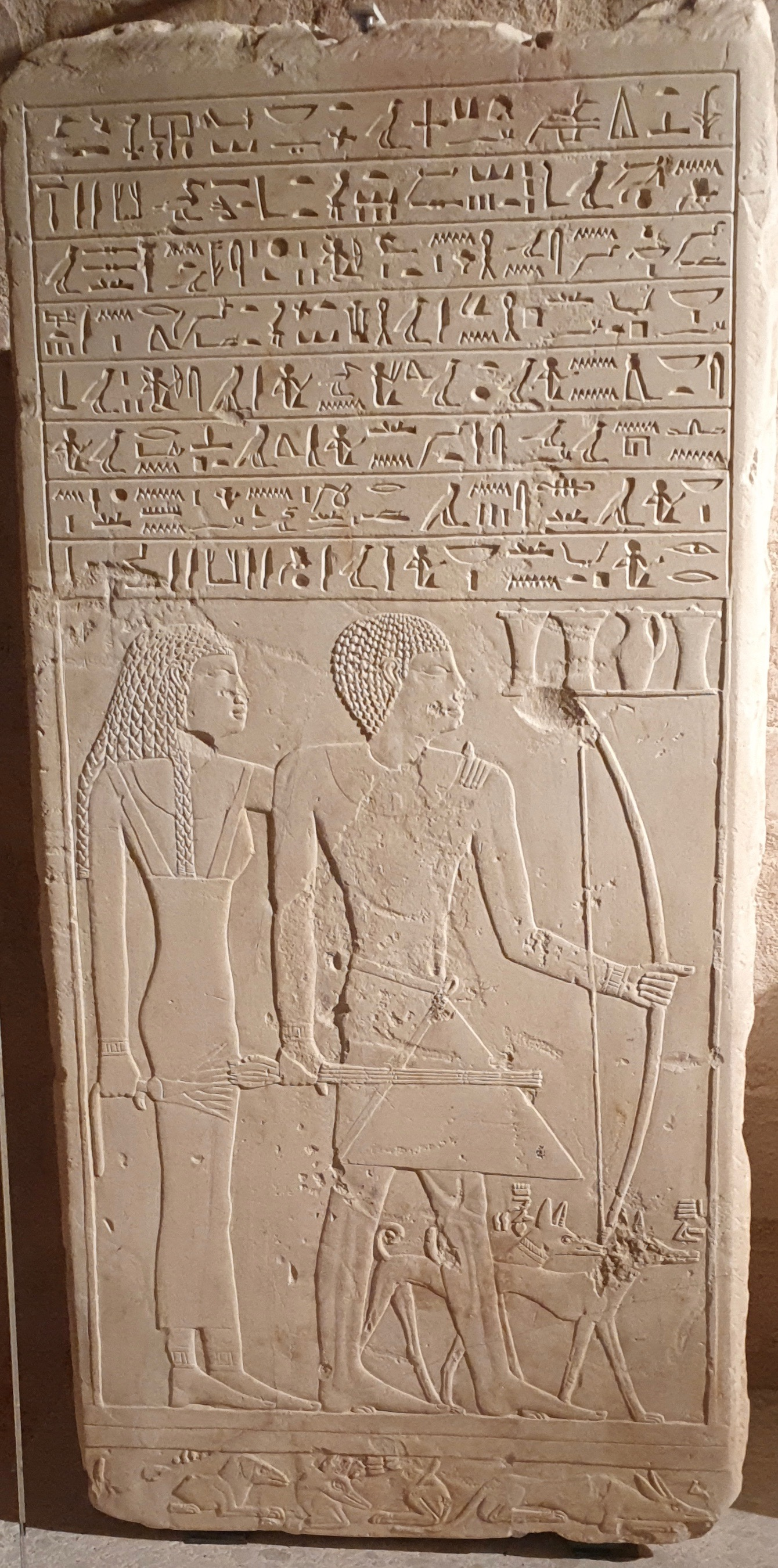
Die Stele des Vorstehers der Wüsten (Ägyptisches Museum Berlin)

Als Arbeitshund wird ein Hund bezeichnet, der regelmäßig für eine bestimmte Aufgabe eingesetzt wird, wie beispielsweise ein Drogenspürhund oder Blindenführhund. Im weiteren Sinne werden so umgangssprachlich alle Hunderassen bezeichnet, bei deren Zuchtkriterien der Verwendungszweck eine große Rolle spielt. Dies trifft beispielsweise auf viele Jagdhund-Rassen zu.
Die Begriffe Arbeitshund und Gebrauchshund werden je nach Auffassung parallel verwendet. In einer Definition des Gebrauchshunds, die auf einer Richtertagung der FCI präsentiert wurde, heißt es: „Der Gebrauchshund ist ein leistungsfähiger Arbeitshund.“
Arbeitshund im Sinne der FCI sind alle Hunde, die zu Rassen gehören, für die eine Arbeitsprüfung vorgesehen ist. Das wird im jeweiligen Rassestandard festgehalten. Es gibt verschiedene Arbeitsprüfungen wie die Gebrauchshundprüfung, Rettungshundeprüfung und Jagdprüfung. Bei Rassen, für die eine Arbeitsprüfung vorgesehen ist, ist dies eine Bedingung für die Vergabe eines Internationalen Schönheits-Championats.
Bereits aus den Hinterlassenschaften der alten Ägypter sind Gebrauchs- und Arbeitshunde bekannt, die eingeteilt werden können in:
- Jagdhunde
- Hirten- oder Hütehunde
- Wach- und Polizeihunde (Beispiel ist die Stele des Kay, des Vorstehers der ägyptischen Wüstenpolizei)
- Kriegshunde[4]
- Trüffelhunde
- Therapiehunde